# Етноконфесійний конфлікт
Етноконфесійний конфлікт — одна із форм етнічних конфліктів, в яких конфесійна відмінність посилюється етнічною. Особливо виражені форми проявляє в регіонах, населених народами, що склалися в різних цивілізаціях (Кавказ, Балкани). Яскраво вираженими прикладами етноконфесійних конфліктів є Коліївщина, Арабо-ізраїльський конфлікт, Алжирська війна, конфлікти у Белуджистані, Північній Ірландії, колишньої Югославії тощо.